# Niklas Hagman
Pour les articles homonymes, voir Hagman.
Temple de la renommée finlandais : 2021
Niklas Hagman (né le 5 décembre 1979 à Espoo en Finlande) est un joueur professionnel finlandais de hockey sur glace.

Son père, Matti, a été le premier joueur finlandais à évoluer dans la LNH.

## Carrière de joueur
Il commence sa carrière dans le championnat junior en 1995-96 pour le club de la capitale de la Finlande : le HIFK. Deux saisons plus tard, il fait ses débuts dans le championnat senior (SM-liiga) en jouant 8 matchs avec l'équipe senior. En 1998-99, il commence la saison avec le HIFK avant de rejoindre en fin de saison le club de sa ville natale, le Blues Espoo. Il est élu meilleur joueur finlandais de moins de 20 ans.
En 1999, lors du repêchage d'entrée dans la Ligue nationale de hockey, il est choisi en tant que 70e joueur (troisième ronde) par les Panthers de la Floride.
Il ne rejoint pas pour autant l'Amérique du Nord mais reste jouer dans son pays pour le Kärpät Oulu qui évolue alors en deuxième division (1 divisioona). Il participe à la remontée de son équipe en première division.
En 2001-2002, il quitte l'Europe et rejoint la franchise des Panthers avec qu'il jouera jusqu'au milieu de la saison 2005-2006. Entre-temps, il aura participé au 53e Match des étoiles de la LNH en 2003 et au cours du lock-out 2004-2005 de la LNH, il est retourné jouer en Europe mais cette fois dans le championnat Suisse (LNA) pour le HC Davos. Il gagne alors le championnat.
Au milieu de la saison 2005-06, les Panthers l'échangent aux Stars de Dallas contre un choix de septième ronde lors du repêchage de 2007.
Le 1er juillet 2008 il signe un contrat de quatre ans avec les Maple Leafs de Toronto pour 12 millions de dollars. Le 31 janvier 2010, il est impliqué dans une mégatransaction entre les Flames de Calgary et les Maple Leafs impliquant sept joueurs. Ainsi, il est accompagné à Calgary par les attaquants Jamal Mayers et Matt Stajan et le défenseur Ian White. En retour, l'équipe torontoise met la main sur le défenseur étoile Dion Phaneuf, l'attaquant Fredrik Sjoström et l'espoir Keith Aulie.

## Statistiques
| Saison     | Équipe                 | Ligue              |     | Saison régulière | Saison régulière | Saison régulière | Saison régulière | Saison régulière |    | Séries éliminatoires | Séries éliminatoires | Séries éliminatoires | Séries éliminatoires | Séries éliminatoires |
| Saison     | Équipe                 | Ligue              | PJ  | B                | A                | Pts              | Pun              | PJ               | B  | A                    | Pts                  | Pun                  |                      |                      |
| 1995-1996  | HIFK                   | SM-sarja Jr. A     | 12  | 3                | 1                | 4                | 0                | -                | -  | -                    | -                    | -                    |                      |                      |
| 1995-1996  | HIFK                   | SM-sarja Jr. B     | 26  | 12               | 21               | 33               | 32               | 4                | 3  | 0                    | 3                    | 2                    |                      |                      |
| 1996-1997  | HIFK                   | SM-sarja Jr. A     | 30  | 13               | 12               | 25               | 30               | -                | -  | -                    | -                    | -                    |                      |                      |
| 1996-1997  | HIFK                   | SM-sarja Jr. A     | 21  | 19               | 12               | 31               | 46               | 4                | 1  | 1                    | 2                    | 0                    |                      |                      |
| 1997-1998  | HIFK                   | SM-Liiga           | 8   | 1                | 0                | 1                | 0                | -                | -  | -                    | -                    | -                    |                      |                      |
| 1997-1998  | HIFK                   | SM-sarja Jr. A     | 26  | 9                | 5                | 14               | 16               | -                | -  | -                    | -                    | -                    |                      |                      |
| 1997-1998  | HIFK                   | SM-sarja Jr. B     | 1   | 0                | 1                | 1                | 0                | -                | -  | -                    | -                    | -                    |                      |                      |
| 1998-1999  | HIFK                   | LEH                | 1   | 0                | 1                | 1                | 0                | -                | -  | -                    | -                    | -                    |                      |                      |
| 1998-1999  | HIFK                   | SM-Liiga           | 17  | 1                | 1                | 2                | 14               | -                | -  | -                    | -                    | -                    |                      |                      |
| 1998-1999  | HIFK                   | SM-sarja Jr. A     | 14  | 4                | 9                | 13               | 43               | -                | -  | -                    | -                    | -                    |                      |                      |
| 1998-1999  | HIFK                   | I divisioona Jr. A | -   | -                | -                | -                | -                | 1                | 0  | 1                    | 1                    | 0                    |                      |                      |
| 1998-1999  | Blues Espoo            | SM-Liiga           | 14  | 1                | 1                | 2                | 2                | 4                | 1  | 0                    | 1                    | 0                    |                      |                      |
| 1999-2000  | Kärpät Oulu            | I divisioona       | 41  | 17               | 18               | 35               | 12               | 7                | 4  | 2                    | 6                    | 0                    |                      |                      |
| 1999-2000  | Kärpät Oulu            | SM-sarja Jr. A     | 4   | 7                | 3                | 10               | 0                | -                | -  | -                    | -                    | -                    |                      |                      |
| 2000-2001  | Kärpät Oulu            | SM-Liiga           | 56  | 28               | 18               | 46               | 32               | 8                | 3  | 1                    | 4                    | 0                    |                      |                      |
| 2001-2002  | Panthers de la Floride | LNH                | 78  | 10               | 18               | 28               | 8                | -                | -  | -                    | -                    | -                    |                      |                      |
| 2002-2003  | Panthers de la Floride | LNH                | 80  | 8                | 15               | 23               | 20               | -                | -  | -                    | -                    | -                    |                      |                      |
| 2003-2004  | Panthers de la Floride | LNH                | 75  | 10               | 13               | 23               | 22               | -                | -  | -                    | -                    | -                    |                      |                      |
| 2004-2005  | HC Davos               | LNA                | 44  | 18               | 22               | 40               | 20               | 15               | 10 | 7                    | 17                   | 6                    |                      |                      |
| 2005-2006  | Panthers de la Floride | LNH                | 30  | 2                | 4                | 6                | 2                | -                | -  | -                    | -                    | -                    |                      |                      |
| 2005-2006  | Stars de Dallas        | LNH                | 54  | 6                | 9                | 15               | 16               | 5                | 2  | 1                    | 3                    | 4                    |                      |                      |
| 2006-2007  | Stars de Dallas        | LNH                | 82  | 17               | 12               | 29               | 34               | 7                | 0  | 1                    | 1                    | 10                   |                      |                      |
| 2007-2008  | Stars de Dallas        | LNH                | 82  | 27               | 14               | 41               | 51               | 18               | 2  | 1                    | 3                    | 14                   |                      |                      |
| 2008-2009  | Maple Leafs de Toronto | LNH                | 65  | 22               | 20               | 42               | 4                | -                | -  | -                    | -                    | -                    |                      |                      |
| 2009-2010  | Maple Leafs de Toronto | LNH                | 55  | 20               | 13               | 33               | 23               | -                | -  | -                    | -                    | -                    |                      |                      |
| 2009-2010  | Flames de Calgary      | LNH                | 27  | 5                | 6                | 11               | 2                | -                | -  | -                    | -                    | -                    |                      |                      |
| 2010-2011  | Flames de Calgary      | LNH                | 71  | 11               | 16               | 27               | 24               | -                | -  | -                    | -                    | -                    |                      |                      |
| 2011-2012  | Flames de Calgary      | LNH                | 8   | 1                | 3                | 4                | 2                | -                | -  | -                    | -                    | -                    |                      |                      |
| 2011-2012  | Ducks d'Anaheim        | LNH                | 26  | 5                | 6                | 11               | 6                | -                | -  | -                    | -                    | -                    |                      |                      |
| 2012-2013  | Lokomotiv Iaroslavl    | KHL                | 49  | 12               | 8                | 20               | 27               | 6                | 0  | 0                    | 0                    | 10                   |                      |                      |
| 2013-2014  | Ässät Pori             | SM-liiga           | 44  | 21               | 17               | 38               | 36               | -                | -  | -                    | -                    | -                    |                      |                      |
| 2013-2014  | HC Fribourg-Gottéron   | LNA                | 4   | 1                | 4                | 5                | 2                | 10               | 3  | 3                    | 6                    | 16                   |                      |                      |
| 2014-2015  | Jokerit                | KHL                | 46  | 19               | 9                | 28               | 32               | 10               | 2  | 0                    | 2                    | 6                    |                      |                      |
| 2015-2016  | Jokerit                | KHL                | 44  | 5                | 9                | 14               | 20               | 5                | 2  | 0                    | 2                    | 2                    |                      |                      |
| 2016-2017  | Kärpät Oulu            | Liiga              | 14  | 2                | 4                | 6                | 2                | -                | -  | -                    | -                    | -                    |                      |                      |
| 2016-2017  | HPK Hämeenlinna        | Liiga              | 17  | 4                | 5                | 9                | 35               | 7                | 0  | 0                    | 0                    | 0                    |                      |                      |
| Totaux LNH | Totaux LNH             | Totaux LNH         | 770 | 147              | 154              | 301              | 220              | 30               | 4  | 3                    | 7                    | 28                   |                      |                      |

## Carrière internationale
Il représente la Finlande lors des compétitions suivantes :
Championnat junior du monde
- 1998 : il remporte alors la  médaille d'or.
- 1999.

Jeux olympiques d'hiver
- 2002 à Salt Lake City (États-Unis). La Finlande perd en quarts de finale.
- 2006 à Turin (Italie). Il remporte alors la  médaille d'argent.

Coupe du monde de hockey
- 2004 : la Finlande remporte la seconde place.

Championnat du monde
- 2002 : il est élu meilleur attaquant du tournoi et est sélectionné dans l'équipe type du tournoi.
- 2003.
- 2004 : la Finlande perd en quarts de finale.
- 2005 : la Finlande perd encore une fois en quarts de finale.